# Qovlar
Qovlar è un comune dell'Azerbaigian situato nel distretto di Tovuz. Conta una popolazione di 13 642 abitanti.